# Affaire Mantoue
L' Affaire Mantoue ou Via Col Doping (« autant en emporte le dopage » en français) est une affaire de  dopage présumé qui touche le cyclisme professionnel en 2008. À la suite d'un procès débuté en 2013 et qui vise 28 personnes, deux personnes sont condamnées, le coureur Sebastian Gilmozzi et le pharmacien Guido Nigrelli.

## Origines de l'affaire Mantoue
L'affaire Mantoue a débuté en 2008, à la suite des révélations qu'Emanuele Sella a faites aux enquêteurs après son contrôle positif à l'EPO CERA en août 2008. Pendant plusieurs mois, l'affaire, menée par le juge Antonio Condorelli, suit son cours très discrètement. Ce n'est qu'en juillet 2009, soit un an plus tard, que la presse française commence à s'y intéresser. En mars 2010, les choses semblent s'accélérer avec les perquisitions menées par la brigade antidopage de la police italienne aux domiciles d'Alessandro Petacchi et Lorenzo Bernucci. Le dossier semble se concentrer autour de l'équipe italienne Lampre. Après le Tour de France 2010, Alessandro Petacchi est entendu par la justice. En avril 2011, l'enquête serait terminée. En septembre 2011, tous les coureurs mis en cause seront entendus par le  Comité olympique national italien.

## Les cyclistes mis en cause
21 cyclistes seraient mis en cause dans cette affaire :
- Alessandro Ballan (Lampre, coureur) : depuis 2010, il court sous les couleurs de BMC  qui le suspend provisoirement avant le Paris-Roubaix  de la même année. Il est suspecté d'avoir eu recours à des transfusions sanguines avant le Giro 2009, qu'il ne courra finalement pas. En 2011, BMC l'écarte à nouveau du Tour d'Italie. Il est soupçonné d'avoir pratiqué une dizaine de transfusions sanguines.
- Lorenzo Bernucci (Cinelli - Opd, coureur) : en 2011, il officie toujours à la Lampre. Il risque une suspension de 6 ans.
- Emanuele Bindi (Lampre, coureur) : en 2011, il court toujours sous le maillot de la Lampre.
- Valentina Borgioli (féminine) : sœur de Lorenzo Bernucci, elle risque quatre ans de suspension.
- Marzio Bruseghin (Lampre, coureur) : il quitte la Lampre en 2010 pour rejoindre l'équipe Caisse d'Épargne qui devient Movistar en 2011. Son équipe ne le sélectionne pas pour le Giro 2011, sans doute en raison de son implication dans l'affaire de Mantoue.
- Pietro Caucchioli (Crédit agricole, coureur) : il rejoint la Lampre en 2009.
- Stefano Cavallari (Acqua & Sapone, coureur) : il a pris sa retraite fin 2008.
- Damiano Cunego (Lampre, coureur) : en 2011, il fait toujours partie de la Lampre. Il a la particularité de porter un tatouage « doping free ».
- Mauro Da Dalto (Liquigas, coureur) : il rejoint la Lampre en 2009.
- Francesco Gavazzi (Lampre, coureur) : en 2010, il fait toujours partie de la Lampre.
- Sebastian Gilmozi (Coureur de VTT) : en 2011, il fait toujours partie de la Lampre.
- Mirco Lorenzetto (Lampre, coureur) : en 2011, il fait partie de l'équipe Astana.
- Manuele Mori (Saunier Duval, coureur) : il rejoint la Lampre en 2009.
- Massimiliano Mori (Lampre, coureur) : il prend sa retraite à la fin 2009.
- Alessandro Petacchi (Lampre, coureur) : il rejoint la Lampre en 2010. Il est entendu par la justice après le Tour 2010.
- Paolo Pezzini (ancien coureur)
- Mariano Piccoli (ancien coureur à la Lampre) : il a pris sa retraite fin 2005. En 2001, il avait été impliqué dans le Blitz du Tour d'Italie mais avait échappé aux sanctions. En 2010, une perquisition à son domicile permet de saisir des hormones féminines, des hormones de croissance et de l'actovegin.
- Daniele Pietropolli (LPR Brakes, coureur) : Il rejoint la Lampre en 2010.
- Simone Ponzi (Zalf Désirée Fior, coureur) : il rejoint la Lampre en 2009. En 2011, il appartient à l'équipe Liquigas.
- Michael Rasmussen (Rabobank, coureur) : exclu du Tour de France 2007 alors qu'il portait le maillot jaune, il a reconnu en 2013 s'être dopé entre 1998 et 2010, et a mis fin à sa carrière professionnelle[2].
- Mauro Santambrogio (Lampre, coureur) : en 2010, il court sous les couleurs de BMC  qui le suspend provisoirement en avril avant de le blanchir début mai puis de l'écarter à nouveau pour le Tour d'Italie 2011.

## Les autres personnes mises en cause
- Andrea Andreazzoli (Lampre, médecin) : depuis, il a rejoint l'équipe Astana.
- Alessio Bernucci (frère de Lorenzo Bernucci) : il risque une interdiction de fréquenter les enceintes sportives pendant quatre ans.
- Fabrizio Bontempi (Lampre, directeur sportif) : en 2011, il est toujours membre de la Lampre.
- Fabrizio Borgioli (beau-père de Lorenzo Bernucci) : il risque une interdiction de fréquenter les enceintes sportives pendant quatre ans.
- Carlo Guardascione (Lampre, médecin) : en 2011, il fait encore partie de la Lampre.
- José Ibarguren (Lampre, médecin) : il a depuis rejoint l'équipe Omega Pharma-Lotto. Il avait aussi été précédemment employé par l'équipe Saunier Duval.
- Guido Nigrelli (pharmacien) : ami de trente ans de Giuseppe Saronni. Il est également actif dans le milieu équestre.
- Aleksandar Nikacevic (Partisans de Belgrade, directeur sportif) : ancien coureur professionnel, il serait un des fournisseurs du réseau.
- Paolo Pezzini (ancien coureur)
- Maurizio Piovani (Lampre, directeur sportif) : en 2011, il est toujours employé par la Lampre.
- Antonella Rossi (mère de Lorenzo Bernucci) : elle risque une interdiction de fréquenter les enceintes sportives pendant quatre ans.
- Giuseppe Saronni (Lampre, team manager) : en 2011, il travaille toujours à la Lampre en tant que manager général.
- Fabio Telladorre (Lampre, kiné) : en 2011, il fait toujours partie de la Lampre.

## Procès et verdict
Un procès commence en décembre 2013. 28 personnes sont concernées. Le procureur demande un acquittement pour plusieurs d'entre elles et une sanction pour d'autres. Le verdict est annoncé le 18 décembre 2015 et conclut à l'acquittement pour Giuseppe Saronni, Alessandro Ballan, Damiano Cunego, Marzio Bruseghin, Pietro Caucchioli, et Mauro Santambrogio. Le coureur Sebastian Gilmozzi et le pharmacien Guido Nigrelli sont condamnées à cinq et huit mois de prison avec sursis, à une amende et au paiement des frais de procédure,.